# やぐちタクシー
有限会社やぐちタクシー（やぐちタクシー）は、広島県広島市安佐北区に本社を置くタクシー事業者である。

## 沿革
- 2003年8月18日 - 「やぐちおもいやりタクシー」運行開始。

## 本社・営業所
- 本社
  - 広島県広島市安佐北区亀崎2丁目19-1
- 矢口営業所
  - 広島県広島市安佐北区口田南7丁目12-30
- 福田営業所
  - 広島県広島市東区福田4丁目1967-25

## 乗合タクシー

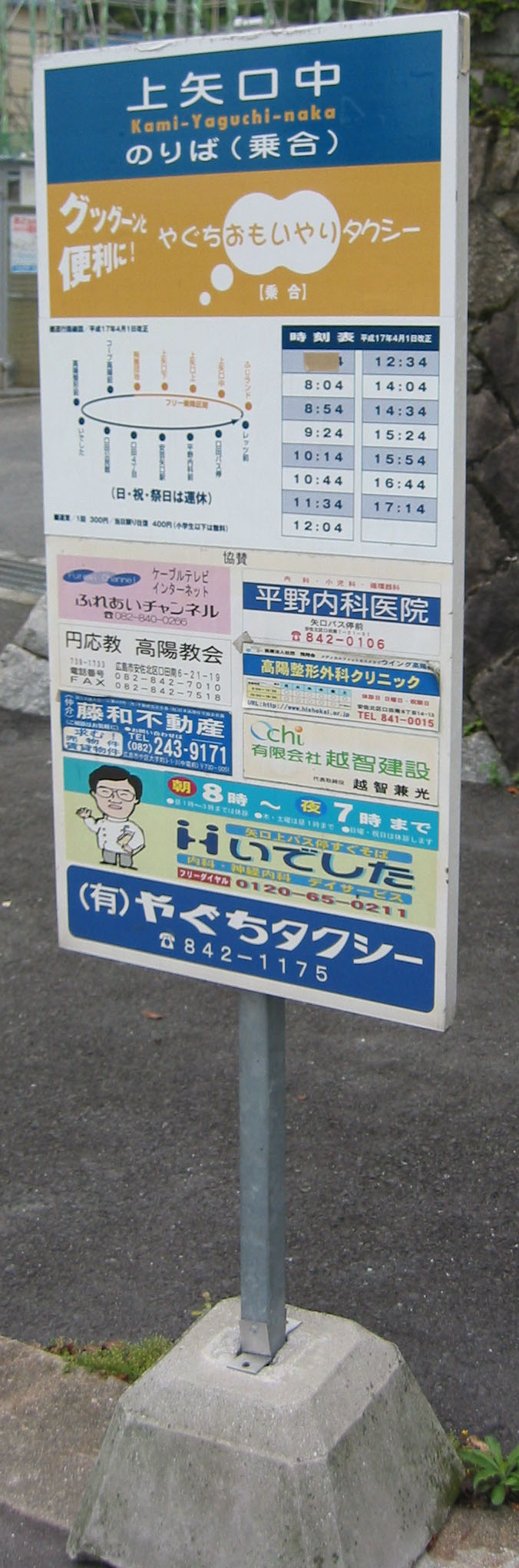
やぐちおもいやりタクシーの停留所

コミュニティタクシー「やぐちおもいやりタクシー」の運行業務を受託している。
やぐちおもいやりタクシー
- レッツ前 - ふじランド - 上矢口上 - 梅園団地 - 口田公民館 - 矢口駅 - 口田バス停 - レッツ前
  - 料金：大人1回300円（当日往復400円）、小学生以下は無料。
    - 沿線の協賛商業施設で2,000円以上の買い物をした場合、復路（100円）が無料になるサービスがある。

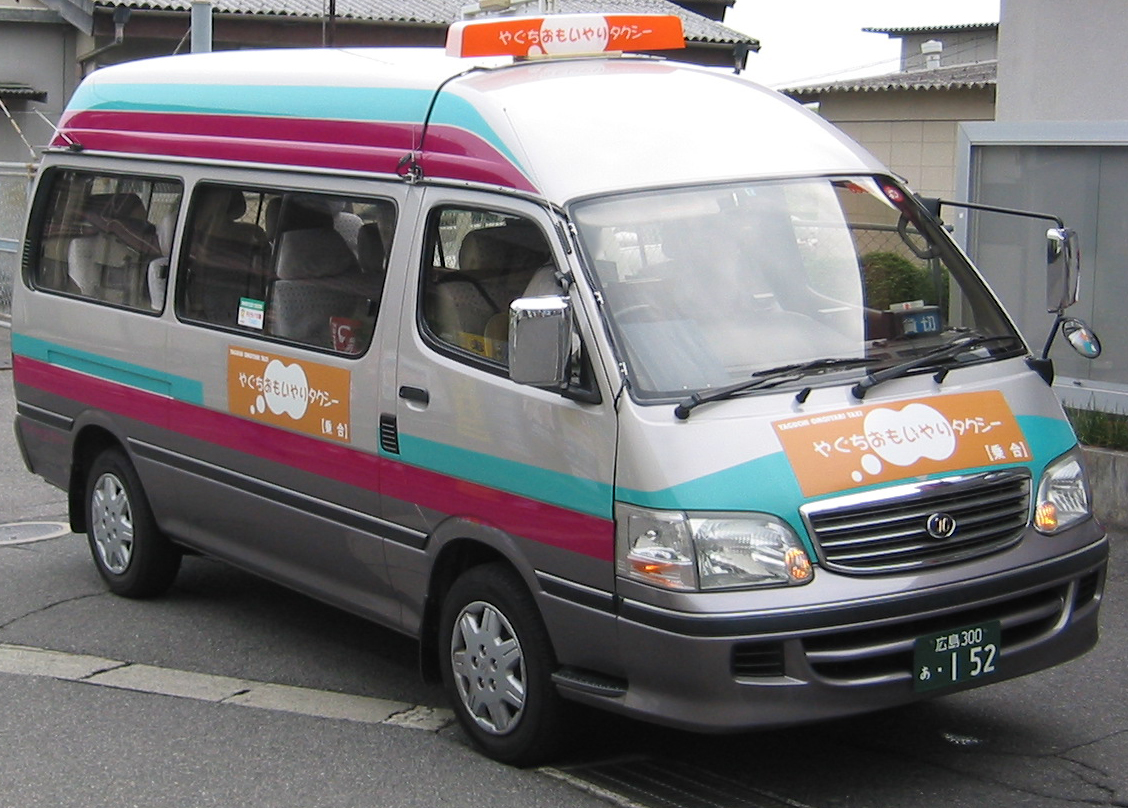
やぐちおもいやりタクシーの車両

  - 日曜・祝祭日は運休。
  - 車両はジャンボタクシー車を使用。